# Charles Tate Regan
Charles Tate Regan (1 de febrero de 1878 - 12 de enero de 1943) fue un ictiólogo inglés.

## Biografía
Nació en Sherborne (Dorset). Se formó en la Derby School y en la Universidad de Cambridge.
En 1901 empezó a trabajar en el Museo de Historia Natural de Londres, donde se convirtió en conservador del área de Zoología; y donde después llegó a ser director del museo entero, función que desempeñó de 1927 a 1938.
Desarrolló la mayor parte de su trabajo en la sistemática de los peces.
Fue mentor de un buen número de científicos, entre los que se encontraba Ethelwynn Trewavas, quien continuó su labor en el Museo de Historia Natural de Londres.
Describió muchas especies de peces, sobre todo del género Haplochromis. Entre las especies que describió se encuentra también el luchador de Siam (Betta splendens).

## Honores
- 1917: elegido Miembro de la Royal Society

### Eponimia
- Anadoras regani
- Apistogramma regani
- Apogon regani
- Astroblepus regani
- Callionymus regani
- Cetostoma regani
- Crenicichla regani
- Diaphus regani
- Engyprosopon regani
- Gambusia regani
- Hemipsilichthys regani
- Holohalaelurus regani
- Hoplichthys regani
- Hypostomus regani
- Julidochromis regani
- Lycozoarces regani
- Neosalanx regani
- Symphurus regani
- Trichomycterus regani
- Tylochromis regani
- Vieja regani
- Zebrias regani

## Abreviatura (zoología)
La abreviatura Regan  se emplea para indicar a Charles Tate Regan como autoridad en la descripción y taxonomía en zoología.